# Grosvenor House Hotel
Il JW Marriott Grosvenor House London, originariamente chiamato Grosvenor House Hotel, è un hotel di lusso aperto nel 1929 nell'area di Mayfair a Londra. Nel 2021 è gestito da JW Marriott Hotels, che è un marchio di Marriott International, ed è di proprietà di Katara Hospitality.

## Storia

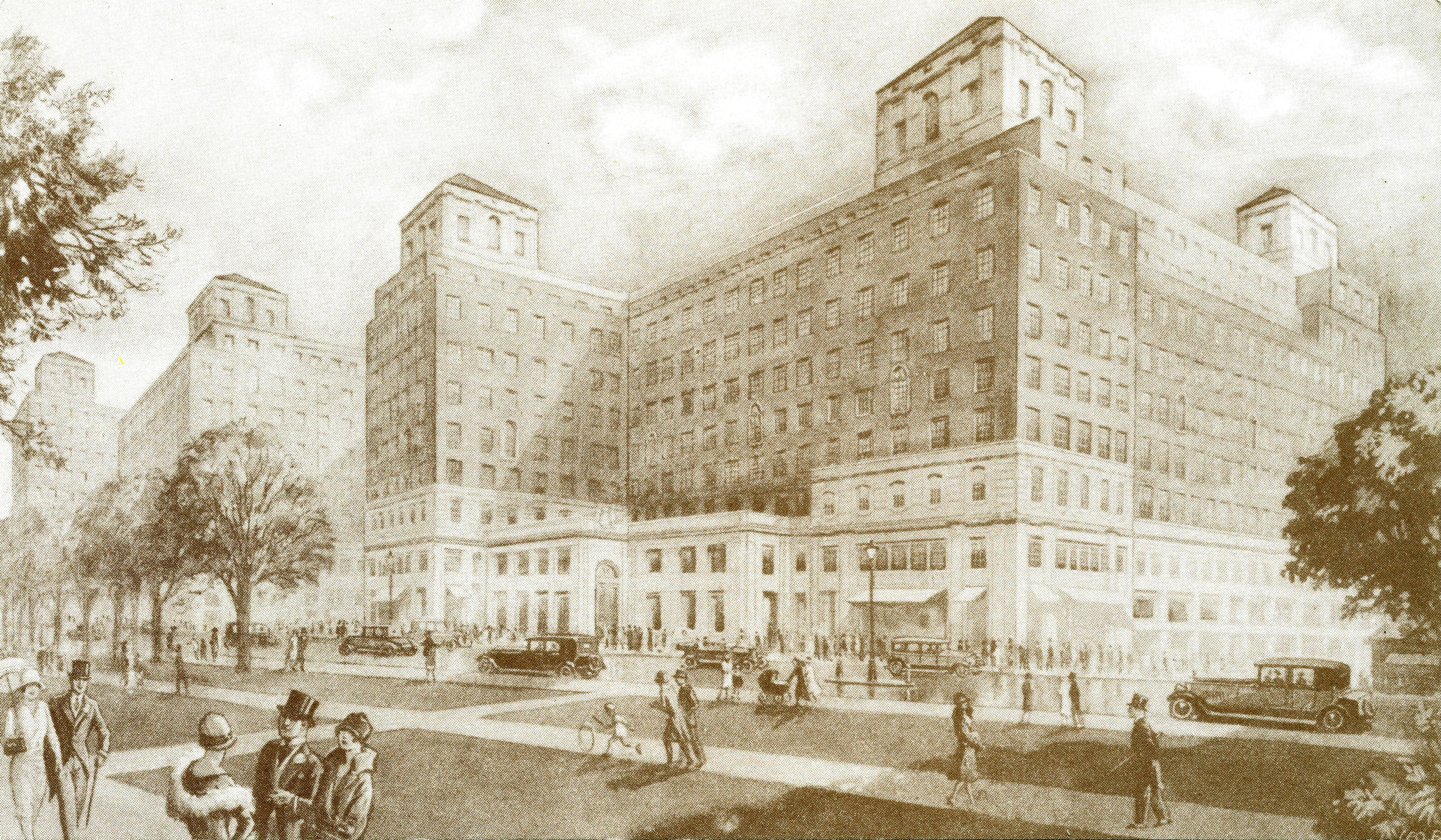
Grosvenor House Hotel, illustrazione da cartolina degli anni 1920

Il Grosvenor House Hotel venne costruito negli anni 1920 e aperto nel 1929 sul sito di Grosvenor House, l'ex residenza londinese dei Duchi di Westminster, il cui cognome è Grosvenor. L'hotel deve la sua esistenza ad Arthur Octavius Edwards, che lo ideò e costruì, per poi mantenerne la presidenza per 10 anni.
A.H. Jones aveva lavorato per Edwards a Doncaster. Nel gennaio 1929, sei mesi dopo il completamento del primo blocco di appartamenti, e sei mesi prima del completamento dell'hotel, Edwards portò Jones alla Grosvenor House come contabile. Nel 1936, all'età di 29 anni, Jones divenne direttore generale della Grosvenor House. A parte gli anni della guerra, quando prestò servizio nella Royal Artillery e successivamente nella NAAFI, mantenne questa posizione fino al suo ritiro nel 1965.

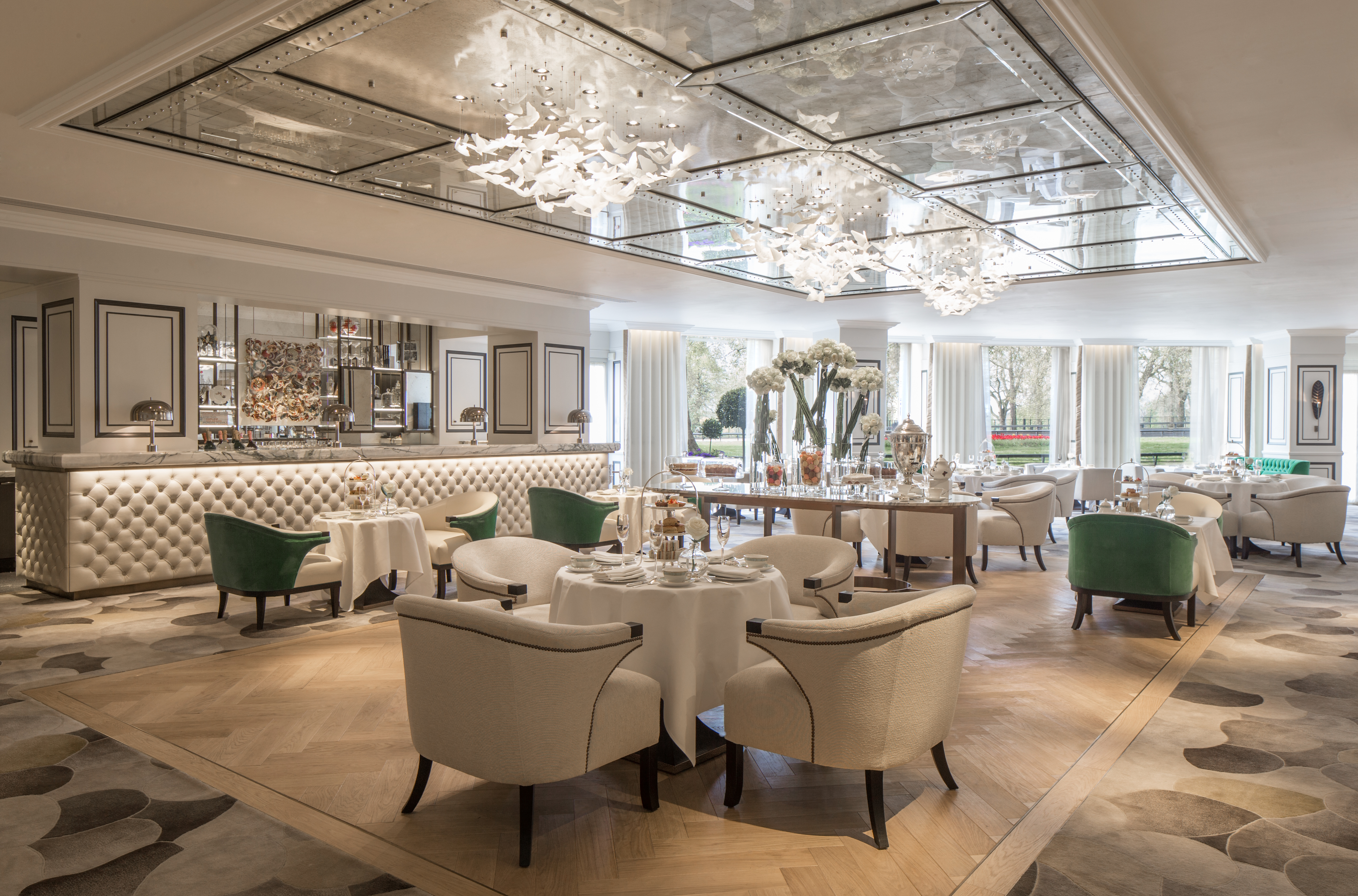
Park Room

L'hotel ottenne una vasta pubblicità nel 1934 quando Edwards chiamò il suo De Havilland DH.88 con il nome dell'hotel e vinse la MacRobertson England-Australia Air Race. L'aereo restaurato vola ancora nella sua livrea originale con la Shuttleworth Collection.
Grosvenor House riuscì a salvarsi dai bombardamenti della seconda guerra mondiale. Diecimila sacchi di sabbia e 8 km di materiale oscurante proteggevano l'edificio e il suo spazio di intrattenimento fu utilizzato nello sforzo bellico. La Great Room divenne inizialmente la sede del Sunday Club degli ufficiali e poi, nel 1943, della mensa degli ufficiali statunitensi. I generali Dwight D. Eisenhower e George S. Patton erano visitatori abituali.
Il progetto originale per l'hotel non fu realizzato fino agli anni 1950 perché Bruno, il barone Schröder, che aveva acquisito l'affitto di 35, Park Street nel 1910 circa, si era rifiutato di cederlo a Edwards. Schröder rimase nella casa fino alla sua morte nel 1940, e nel 1956 fu finalmente dato il permesso di demolire l'immobile che fu sostituito con un ampliamento di 92 camere da letto, inaugurato ufficialmente nel 1957 dal Cancelliere dello Scacchiere, Peter Thorneycroft.
Negli anni 2000 l'hotel è stato sottoposto a quattro anni di ristrutturazione e restauro al costo di £ 142 milioni e ha riaperto nel 2008. I lavori hanno comportato una ristrutturazione completa di tutti i ristoranti, delle camere degli ospiti, delle strutture sanitarie e delle aree pubbliche. La Great Room, la Ballroom, la Court Suite, i ristoranti, i bar, gli spazi per riunioni e le 494 camere possono ospitare un totale di oltre 6.000 persone.
Nel 2010, il gruppo indiano Sahara India Pariwar ha acquistato l'hotel dalla Royal Bank of Scotland per £ 470 milioni. Sahara India Pariwar ha anche posseduto una partecipazione di controllo nel famoso Hotel Plaza di New York dal 2012 al 2018.
Grosvenor House è gestita dal marchio JW Marriott Hotels di Marriott International. L'hotel ha suscitato proteste, nel 2017, quando ha ospitato il raduno annuale dell'Aerospace Defense Security Group (ADS), un'associazione di categoria che rappresenta le industri belliche. Gli attivisti si sono fermati fuori dall'hotel con striscioni di protesta contro il ruolo di alcune società associate all'ADS nell'armare l'Arabia Saudita durante il suo attacco allo Yemen.
Nell'aprile 2017, Sahara India Pariwar ha rifiutato un'offerta di oltre £ 600 milioni per l'hotel dai miliardari britannici David e Frederick Barclay, prima di venderlo all'americana Ashkenazy Acquisition Corporation per una somma non resa nota. Nel novembre 2018 è stato annunciato che Katara Hospitality (di proprietà della Qatar Investment Authority) stava acquistando l'hotel per una somma non specificata.

## Strutture

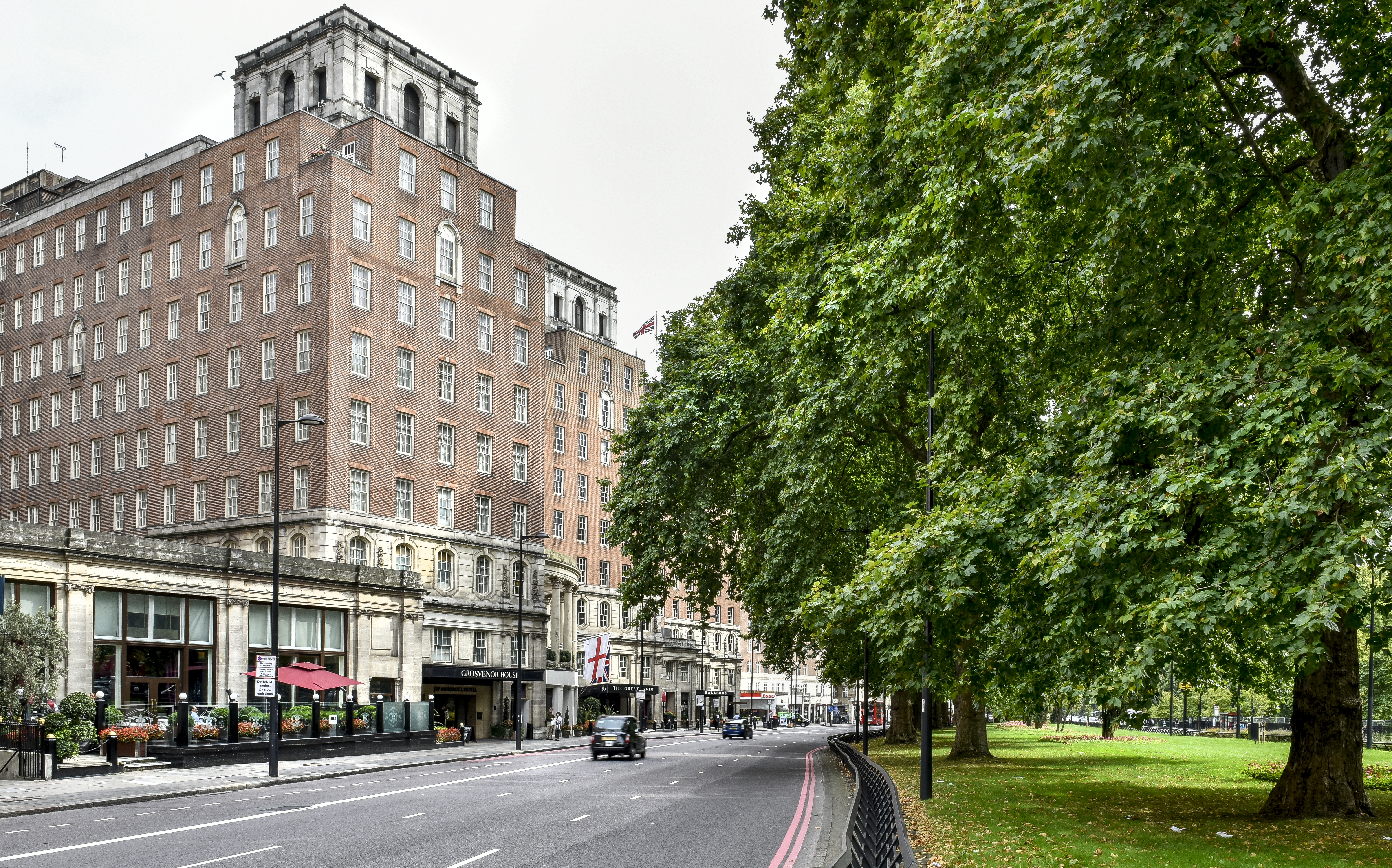
Hotel visto da Park Lane

Il Grosvenor House è stato il primo hotel a Londra, a quell'epoca, ad avere un bagno separato collegato ad ogni camera da letto, e l'acqua corrente ghiacciata in ogni bagno. Quando l'hotel venne aperto per la prima volta, era anche la sede dell'International Sportsmen's Club. Le sue strutture includevano bagni turchi, una piscina, campi da squash e una palestra.
L'hotel ha un ingresso pedonale su Park Lane a Mayfair, ma questo non è l'ingresso "principale", che in realtà si trova su Park Street. L'indirizzo ufficiale dell'hotel è 86–90, Park Lane.

## Great Room
La Great Room (che è una sala separata dalla Ballroom) presso la Grosvenor House è la sede di molte importanti serate di premiazione come EFL Awards, BRIT Award, The Asian Awards, Pride of Britain Awards e O2 Silver Clef Awards, di balli di beneficenza ed è spesso presente sulla televisione britannica. Dagli anni 1930, la Great Room ha ospitato il ballo di beneficenza più antico del mondo, il Royal Caledonian Ball, ed è una delle sale da ballo più grandi d'Europa, con una capacità massima di 2.000 posti (200 tavoli da 10 persone) o 1.100 a platea.
Sebbene ora non sia utilizzata come tale, la Great Room venne originariamente costruita come pista di pattinaggio e gran parte dei circuiti di raffreddamento giace inattiva sotto l'attuale pavimentazione. Nel 1933 la principessa Elisabetta, futura regina Elisabetta II, imparò a pattinare in albergo a soli sette anni. Sonja Henie, Cecilia Colledge e altri pattinatori famosi vi hanno spesso mostrato la loro abilità. Lì si giocavano partite internazionali di hockey su ghiaccio e la neonata squadra di hockey canadese Grosvenor House, reclutata tra i canadesi che vivevano a Londra, giocò sulla pista del Queen's Ice Hockey Club, la prima di una serie di partite contro squadre del Regno Unito e del Continente.
Anticipando la concorrenza di altre piste di pattinaggio, la pista fu convertita nel 1935 in una sala per banchetti di 1.902 metri quadrati.

## Inquilini
Richard Corrigan ha affittato uno spazio all'interno dell'hotel e gestisce il ristorante Corrigan's Mayfair.